# The Critical Review
The Critical Review est une revue britannique publiée pour la première fois de 1756 à 1763. Y collaborent Samuel Johnson, David Hume, John Hunter, et Oliver Goldsmith, jusqu'en 1817. 
L'imprimeur d'Édimbourg Archibald Hamilton commence la publication de The Critical Review en 1756 avec Tobias Smollett comme premier rédacteur en chef ; il contient alors essentiellement des critiques littéraires. Ces critiques d'ouvrages étaient souvent longues et copieuses, et faisaient appel à d'abondantes citations. Cependant, le point de vue  favorable aux idées Tory et à l'Église de ses contributeurs mentionnés plus haut est apprécié au plus haut point en cette période de suprématie Whig. 
À la suite d'une calomnie contre l'amiral Sir Charles Knowles, 1er baronnet, dans The Critical Review, Tobias Smollett est condamné à 100 livres d'amende et à trois mois à la  prison de King's Bench. En 1763 Tobias Smollett quitte le journal, mais le quitte alors qu'il est devenu un journal ayant beaucoup plus d'influence que tous ceux de son temps, attirant à lui des penseurs et des philosophes conservateurs comme Samuel Johnson et Oliver Goldsmith, ainsi que les Écossais David Hume et John Hunter.